# Mars 1742
Cette page présente les faits marquants du mois de mars 1742.

## Décès
- 13 mars : Gilles Marie Oppenordt, architecte et décorateur français (° 1672)[1].
- 23 mars : l’abbé Du Bos, historien, critique et diplomate français (° décembre 1670).